# AN/ALQ-99

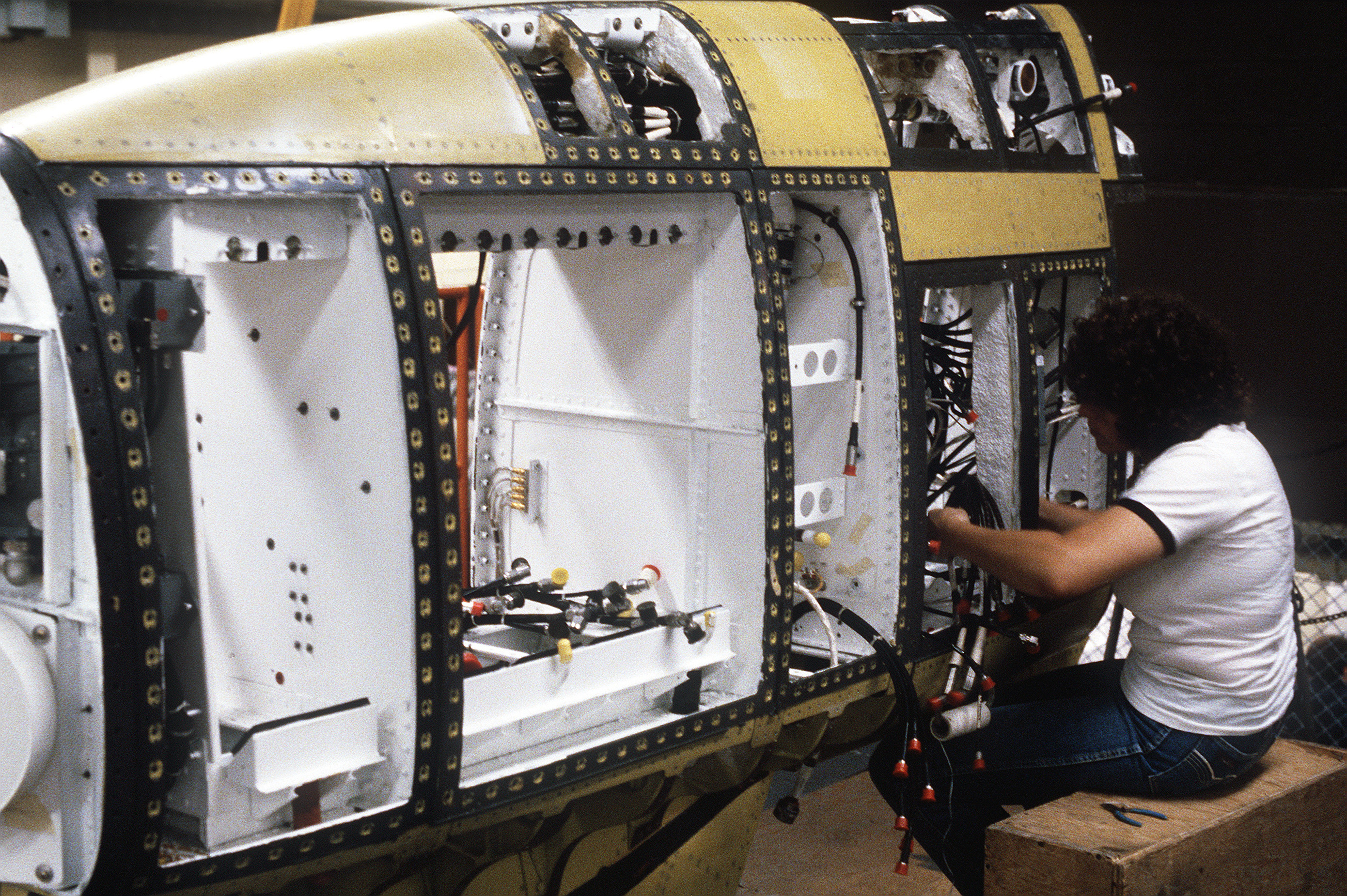
EF-111A에 장착된 ALQ-99 재밍 포드

AN/ALQ-99는 재밍 포드로 미국의 EA-18G 그라울러가 탑재한 전자전 교란 장치다. EA-6B와 EA-18G 모두 장착하고 있다. 방해 전파를 쏴서 적의 레이다를 교란시키고, 아군 장비들을 적의 레이다 탐지로부터 숨길 수 있도록 도와주는 역할을 하기 위해서 장착하는 장비다. 

## 제원
- 이름 : AN/ALQ-99
- 교란거리 : 미상
- 탑재기종 :  EA-6B, EA-18G

## 같이 보기
- AN/ALQ-128
- AN/ALQ-135
- 전자전
- J-15D